# Revolució Safrà
S'anomena Revolució Safrà la sèrie de protestes antigovernamentals que es va iniciar a Myanmar (país també conegut amb el seu antic nom, Birmània) el 15 d'agost de 2007 i que continua viva fins ara. El nom es deu al fet que l'hàbit dels monjos budistes que encapçalen les protestes és de color de safrà. Aquest nom, a més, serveix per vincular aquestes protestes a les revolucions de colors.